# کوتسوزا دروگا
کوتسوزا دروگا (به لهستانی:  Kocudza Druga) یک روستا در لهستان است که در گمینا زوولا واقع شده‌است.